# Suhpalacsa lyriformis
Suhpalacsa lyriformis is een insect uit de familie van de vlinderhaften (Ascalaphidae), die tot de orde netvleugeligen (Neuroptera) behoort. 
Suhpalacsa lyriformis is voor het eerst wetenschappelijk beschreven door New in 1984.